# Toronto Raptors 2010-2011
La stagione 2010-11 dei Toronto Raptors fu la 16ª nella NBA per la franchigia.
I Toronto Raptors arrivarono quinti nella Atlantic Division della Eastern Conference con un record di 22-60, non qualificandosi per i play-off.

## Roster
| N° | Naz.                   | Ruolo | Sportivo           | Anno | Alt. | Peso |
| -- | ---------------------- | ----- | ------------------ | ---- | ---- | ---- |
| 0  | Stati Uniti (bandiera) | A     | James Johnson      | 1987 | 206  | 111  |
| 1  | Stati Uniti (bandiera) | G     | Jarrett Jack       | 1983 | 191  | 92   |
| 2  | Stati Uniti (bandiera) | G     | Sundiata Gaines    | 1986 | 185  | 84   |
| 3  | Stati Uniti (bandiera) | G     | Marcus Banks       | 1981 | 188  | 91   |
| 5  | Stati Uniti (bandiera) | G     | Jerryd Bayless     | 1988 | 191  | 91   |
| 7  | Italia (bandiera)      | A     | Andrea Bargnani    | 1985 | 213  | 102  |
| 8  | Spagna (bandiera)      | G     | José Calderón      | 1981 | 191  | 95   |
| 9  | Stati Uniti (bandiera) | A     | Joey Dorsey        | 1983 | 203  | 122  |
| 10 | Stati Uniti (bandiera) | G     | DeMar DeRozan      | 1989 | 201  | 100  |
| 11 | Lituania (bandiera)    | A     | Linas Kleiza       | 1985 | 203  | 111  |
| 12 | Stati Uniti (bandiera) | A     | Ronald Dupree      | 1984 | 201  | 95   |
| 12 | Stati Uniti (bandiera) | G     | Trey Johnson       | 1984 | 196  | 99   |
| 13 | Australia (bandiera)   | C     | David Andersen     | 1980 | 211  | 111  |
| 14 | Stati Uniti (bandiera) | A     | Julian Wright      | 1987 | 203  | 102  |
| 15 | Stati Uniti (bandiera) | A     | Amir Johnson       | 1987 | 206  | 95   |
| 16 | Serbia (bandiera)      | GA    | Predrag Stojaković | 1977 | 206  | 100  |
| 20 | Brasile (bandiera)     | G     | Leandro Barbosa    | 1982 | 191  | 80   |
| 24 | Stati Uniti (bandiera) | G     | Sonny Weems        | 1986 | 198  | 92   |
| 30 | Stati Uniti (bandiera) | A     | Reggie Evans       | 1980 | 203  | 111  |
| 32 | Stati Uniti (bandiera) | A     | Ed Davis           | 1987 | 206  | 95   |
| 42 | Francia (bandiera)     | C     | Alexis Ajinça      | 1989 | 208  | 102  |
| 50 | Nigeria (bandiera)     | C     | Solomon Alabi      | 1988 | 216  | 114  |

## Staff tecnico
- Allenatore: Jay Triano
- Vice-allenatori: P.J. Carlesimo, Scott Roth, Alex English, Micah Nori, Eric Hughes
- Vice-allenatore per lo sviluppo dei giocatori: Alvin Williams
- Preparatore fisico: Francesco Cuzzolin
- Preparatore atletico: Scott McCullough